# Cyprien Ntaryamira
Cyprien Ntaryamira (6 tháng 3 năm 1955 - 6 tháng 4 năm 1994) là Tổng thống Burundi từ ngày 5/2/1994 cho đến khi ông qua đời khi ông đang ngồi trên máy bay của Juvénal Habyarimana bị bắn hạ.

## Thời trẻ
Ntaryamira sinh ra tại xã Mubyo của Mubimbi, tỉnh Bujumbura, và sau đó là Lãnh thổ Burundi của Liên Hợp Quốc do Bỉ thống trị. Ông bước vào trường học ở Bujumbura, nhưng sau một cuộc nổi loạn Hutu tàn bạo vào năm 1972, ông và hàng ngàn người dân tộc Hutus khác bỏ chạy khỏi đất nước.
Ntaryamira cuối cùng đã nhận được bằng về nông nghiệp từ Đại học Quốc gia Rwanda ở Butare vào năm 1982. Trong thời gian này, ông trở nên hoạt động chính trị trong các phong trào xã hội chủ nghĩa. Ông trở về quê hương của mình vào năm 1983 để làm việc như một viên chức nông nghiệp. Ông đã từng là một tù nhân chính trị của chế độ Đại tá Jean-Baptiste Bagaza năm 1985.

## Sự nghiệp chính trị
Vào tháng 8 năm 1986, ông trở thành một thành viên sáng lập và là giám đốc chính sách kinh tế của Mặt trận Dân chủ thuộc chi phối của người Hutu trong Đảng Burundi (FRODEBU). Đảng của ông đã giành được quyền lực sau cuộc bầu cử dân chủ đầu tiên của Burundi vào năm 1993, kết thúc một lịch sử lâu dài của sự cai trị của thiểu số Tutsi và Liên minh Tiến bộ Quốc gia (UPRONA). Chủ tịch mới, Melchior Ndadaye, đã bổ nhiệm Bộ trưởng Bộ Nông nghiệp Ntaryamira.
Tuy nhiên, vào tháng 10 năm 1993, Ndadaye và hai quan chức cấp cao của ông đã bị ám sát, gây ra bế tắc quốc hội và nội chiến. Ntaryamira được chọn làm tổng thống vào ngày 5 tháng 2 năm 1994 như một sự thỏa hiệp: Ông là Hutu nhưng được coi là trung bình trong truyền thống của Ndadaye; Anatole Kanyenkiko, một nhân vật của UPRONA, được bầu làm thủ tướng.

## Qua đời
Thời gian nghỉ ngơi ngắn ngủi, khi chiếc máy bay chở Ntaryamira và Tổng thống Rwanda Juvénal Habyarimana, một người Hutu, bị bắn hạ vào ngày 6 tháng 4 năm 1994, bởi những người đàn ông không xác định khi hạ cánh tại thủ đô Kigali của Rwanda, giết cả hai. Những người chết đặt ra cuộc diệt chủng Rwandan.
Hai ngày sau, vào ngày 8 tháng 4, quyền lực được chuyển cho người phụ tá lâu năm của Ntaryamira, Sylvestre Ntibantunganya, chủ tịch Quốc hội.